# Aiwasowskoje
Aiwasowskoje  (russisch Айвазовское, deutsch Trausen, Forsthaus) ist ein Ort in der russischen Oblast Kaliningrad (Gebiet Königsberg (Preußen)) und gehört zur Gorodskoje posselenije Schelesnodoroschnoje (Stadtgemeinde Schelesnodoroschny (Gerdauen)) im Rajon Prawdinsk (Kreis Friedland (Ostpr.)).

## Geographische Lage
Aiwasowskoje liegt fünf Kilometer nordwestlich von Schelesnodoroschny (Gerdauen) unweit des Ortes Lipnjaki (Trausen) an einer Nebenstraße (Teilstück der ehemaligen deutschen Reichsstraße 141), die Schelesnodoroschny und Druschba (Allenburg) verbindet.

## Geschichte
Vor 1945 gehörte das einstige Vorwerk Trausen, Forsthaus zur Stadt Gerdauen (Schelesnodoroschny) im Landkreis Gerdauen im Regierungsbezirk Königsberg der preußischen Provinz Ostpreußen. Mit Adamswalde (russisch: Nowo-Galitscheski), Althof (Gogolewskoje), Christinenfeld (Sowchosnoje) und Döhrings (Derschawino) gehörte Trausen zum Gut Kinderhof.
1945 kam Trausen, Forsthaus mit dem nördlichen Ostpreußen zur Sowjetunion. 1950 erhielt der Ort den Namen „Aiwasowskoje“ nach dem Maler Iwan Konstantinowitsch Aiwasowski. Bis 2009 war Aiwasowskoje innerhalb der seit 1991/92 russischen Oblast Kaliningrad in den Wischnjowski sowjet (Dorfsowjet Wischnjowoje (Altenhof)) eingegliedert. Seither ist es aufgrund einer Struktur- und Verwaltungsreform eine als „Siedlung“ (russisch: possjolok) eingestufte Ortschaft innerhalb der Gorodskoje posselenije Schelesnodoroschnoje (Stadtgemeinde Schelesnodoroschny (Gerdauen)) im Rajon Prawdinsk.

## Kirche
Die überwiegend evangelische Bevölkerung Trausens war bis 1945 in das Kirchspiel Gerdauen (Schelesnodoroschny) eingepfarrt, das zum gleichnamigen Kirchenkreis in der Kirchenprovinz Ostpreußen der Kirche der Altpreußischen Union gehörte.
Heute liegt Aiwasowskoje im Einzugsgebiet der Auferstehungskirchengemeinde in Kaliningrad (Königsberg) innerhalb der Propstei Kaliningrad der Evangelisch-Lutherischen Kirche Europäisches Russland (ELKER).